# Travanca (Oliveira de Azeméis)
Travanca é uma povoação portuguesa do Município de Oliveira de Azeméis que foi sede da extinta Freguesia de Travanca, freguesia que tinha 5,8 km² de área e 1 804 habitantes (2011), e, por isso, uma densidade populacional de 311 hab/km².
A Freguesia de Travanca foi extinta em 2013, no âmbito de uma reforma administrativa nacional, tendo sido agregada às Freguesias de Pinheiro da Bemposta e Palmaz, para formar uma nova freguesia denominada União das Freguesias de Pinheiro da Bemposta, Travanca e Palmaz.
A empresa Lacticínios de Azeméis está sediada na localidade e produz o Queijo Universal.

## População
| População da freguesia de Travanca (1864 – 2011) | População da freguesia de Travanca (1864 – 2011) | População da freguesia de Travanca (1864 – 2011) | População da freguesia de Travanca (1864 – 2011) | População da freguesia de Travanca (1864 – 2011) | População da freguesia de Travanca (1864 – 2011) | População da freguesia de Travanca (1864 – 2011) | População da freguesia de Travanca (1864 – 2011) | População da freguesia de Travanca (1864 – 2011) | População da freguesia de Travanca (1864 – 2011) | População da freguesia de Travanca (1864 – 2011) | População da freguesia de Travanca (1864 – 2011) | População da freguesia de Travanca (1864 – 2011) | População da freguesia de Travanca (1864 – 2011) | População da freguesia de Travanca (1864 – 2011) |
| ------------------------------------------------ | ------------------------------------------------ | ------------------------------------------------ | ------------------------------------------------ | ------------------------------------------------ | ------------------------------------------------ | ------------------------------------------------ | ------------------------------------------------ | ------------------------------------------------ | ------------------------------------------------ | ------------------------------------------------ | ------------------------------------------------ | ------------------------------------------------ | ------------------------------------------------ | ------------------------------------------------ |
| 1864                                             | 1878                                             | 1890                                             | 1900                                             | 1911                                             | 1920                                             | 1930                                             | 1940                                             | 1950                                             | 1960                                             | 1970                                             | 1981                                             | 1991                                             | 2001                                             | 2011                                             |
| 631                                              | 635                                              | 659                                              | 738                                              | 795                                              | 793                                              | 862                                              | 989                                              | 1.096                                            | 1.209                                            | 1.441                                            | 1.685                                            | 1.818                                            | 1.778                                            | 1.804                                            |

## Património
- Capela do Espírito Santo (Travanca)
- Capela de Nossa Senhora das Flores
- Casas da mala-posta e solarenga de Besteiros
- Igreja Paroquial de Travanca
- Casa da Póvoa
- Ponte do Senhor